# Lakomec
Lakomec (francouzsky: L'Avare) je klasická komedie o pěti dějstvích od francouzského herce, spisovatele a dramatika Molièra, poprvé uvedená v Paříži v divadle Palais Royal v září 1668.
Hlavní postavou kritické komedie je šedesátiletý Harpagon (z latinského harpago = loupit), vdovec, lichvář a necitelný lakomec, který žije v neustálých obavách o své peníze; je pro peníze schopen obětovat vše – rodinu, děti, lásku. Ztráta jeho bohatství pro něj představuje ztrátu smyslu bytí a ztrátu zdravého rozumu. Jeho tragikomická postava je obrazem toho, že peníze přirozeně deformují charakter a mezilidské vztahy.
Jako předlohu pro svou komedii použil Molière hru Aulularia (Komedie o hrnci) římského dramatika Plauta.
Podle jména hlavní postavy se vžilo i označení harpagon jako prototyp velkého lakomce.

## České překlady
- 1852  Lakomec, Václav Mrázek
- 1883  Lakomec, Jaroslav Vrchlický
- 1926  Lakomec, Bohdan Kaminský
- 1949 Lakomec, Svatopluk Kadlec
- 1950  Lakomec, Erik Adolf Saudek
- 1966  Lakomec, Jiří Zdeněk Novák
- 1998  Lakomec, Vladimír Mikeš

## Hlavní postavy
- Harpagon – bohatý a lakomý vdovec. Má dvě děti, syna Kleanta a dceru Elišku, a zamiloval se do dívky Mariany, která však miluje Kleanta.
- Mariana (Marie) – chudá dívka, která se stará o svou nemocnou matku. Zamilovala se do Kleanta. Ne pro jeho peníze, ale kvůli jeho povaze.
- Kleantes – Harpagonův syn, který je zamilovaný do Mariany, o kterou se uchází i jeho otec.
- Valér – Harpagonův správce, který podlézá Harpagonovi, aby se mohl oženit s Eliškou.
- Eliška (Elisa) – Harpagonova dcera, která je zamilovaná do Valéra.
- Anselm – šlechtic, má si vzít Elišku proti její vůli; otec Valéra a Mariany (jak se na konci hry ukáže).
- Frosina – všetečná rádkyně a intrikánka, která svou mazaností napomáhá k Marianě nejdříve Harpagonovi a poté i Kleantovi.
- Čipera (La Fleche, Šindel, Štika) – Kleantův sluha a přítel. Je mazaný a ukradne Harpagonovu truhlici s penězi, aby Kleantovi pomohl.
- Jakub – Harpagonův kočí a kuchař.

## Obsah
Děj se odehrává v Paříži. Hlavní postavou je bohatý a lakomý Harpagon. Má dvě děti, a to dceru Elišku, která je zamilovaná do Valéra, zaměstnaného u Harpagona jako správce, a syna Kleanta, toužícího po sňatku s Marianou, mladou a půvabnou dívkou, která žije v chudobě se svou matkou.

### První dějství
Harpagon zakopal na zahradě truhličku, ve které je deset tisíc zlatých, a neustále se bojí, že ji někdo najde a ukradne. Podezřelí jsou mu všichni, dokonce i vlastní děti. Těm oznámí své záměry: Marianu si vezme on sám, Eliška se provdá za stárnoucího boháče Anselma, který nepožaduje věno, a Kleantes si vezme bohatou vdovu. Když to Eliška rozhodně odmítá, požádá její otec Valéra, aby ji přesvědčil. Ten uvažuje, jak by Harpagona obelstil.

### Druhé dějství
Kleantes by pro své úmysly vzít si Marianu nutně potřeboval 15 tisíc franků. Jeho sluha Čipera domlouvá půjčku, ale její podmínky jsou lichvářské. Když Kleantes zjistí, že oním lichvářem je jeho otec, vypukne mezi nimi spor. Pak se objeví dohazovačka Frosina a přesvědčí Harpagona, že Mariana dá ráda přednost staršímu muži a už se prý těší, až si ho vezme. Když chce Frosina dostat odměnu, Harpagon se tomu vyhne a odejde.

### Třetí dějství
Harpagon pozval Marianu na večeři, aby podepsali svatební smlouvu. Svému kuchaři Jakubovi poroučí, aby šetřil. Valér ho v tom podporuje, protože se mu chce zavděčit. Když Jakub protestuje, dostane od Harpagona výprask. Frosina přivádí do domu Marianu, aby ji seznámila s budoucím manželem. Harpagon se jí však nelíbí. Když se objeví Kleantes, Mariana poznává, že to je ten, na kterého myslí, a oba si dají své vzájemné city najevo. Pak Kleantes sundá svému otci prsten a nabídne jej Harpagonovým jménem Marianě. Ta se nejprve zdráhá, ale nakonec prsten přijme.

### Čtvrté dějství
Oba mladí lidé žádají Frosinu, aby jim pomohla a nesmyslné manželství Harpagonovi rozmluvila. Harpagon dostane podezření. Aby si ho ověřil, tvrdí Kleantovi, že změnil své plány a manželství se vzdal. Naivní syn se svěří otci se svou láskou k mladé dívce a s touhou vzít si ji za ženu. Harpagon se rozzuří a Kleanta proklíná. Kuchař Jakub sice zasáhne a oddělí oba od sebe, ale hádka pokračuje až do příchodu Kleantova sluhy Čipery. Ten Kleantovi sdělí, že na zahradě našel zakopanou truhlu se zlaťáky. Tu se ozve Harpagonův křik: ke svému velkému zoufalství zjistil, že mu byl jeho poklad ukraden. Slibuje, že najde viníka a potrestá ho, a když se neshledá se svými penězi, oběsí se sám.

### Páté dějství
Harpagon povolá policejního komisaře k prošetření krádeže a žádá vyslechnutí všech Pařížanů. Prvním vyslýchaným je kuchař Jakub, který se chce pomstít Valérovi za to, že předtím podporoval Harpagonovu spořivost. Řekne proto, že truhličku s penězi u Valéra viděl. Harpagon chce od Valéra vysvětlení. Ten špatně chápe situaci a myslí si, že byl odhalen jeho vztah k Elišce, ke kterému se přiznává. Mezitím se objeví Anselm, který se měl s Eliškou oženit a pozná, že Valér s Marianou jsou jeho děti, o kterých byl přesvědčen, že dávno zahynuly při ztroskotání lodi. Nakonec se všichni dohodnou. Kleantes dostane Marianu a vrátí otci jeho peníze, Valér se ožení s Eliškou a pan Anselm všechny výlohy zaplatí. Harpagon je spokojený a zůstává sám se svými penězi.

## Česká knižní vydání
- Lakomec, J. Pospíšil, Praha 1852, znovu 1868.
- Lakomec, Jan Otto, Praha 1899, přeložil Jaroslav Vrchlický, znovu 1900, 1905 a 1922.
- Lakomec, Česká akademie věd a umění, Praha 1927, přeložil Bohdan Kaminský.
- Lakomec, Československý kompas, Praha 1949, přeložil Svatopluk Kadlec.
- Lakomec, Orbis, Praha 1953, přeložil Svatopluk Kadlec.
- Hry III., SNKLHU, Praha 1955, přeložil Svatopluk Kadlec, svazek obsahuje Molièrovy hry Jiří Dudek, Lakomec, Pán z Prasečkova a Měšťák šlechticem.
- Lakomec, Orbis, Praha 1959, přeložil Erich Adolf Saudek.
- Lakomec, Misantrop, Tartuffe, Mladá fronta, Praha 1966, přeložili Erik Adolf Saudek, Jiří Zdeněk Novák a František Vrba.
- Don Juan, Lakomec, Odeon, Praha 1973, přeložili Svatopluk Kadlec a Erich Adolf Saudek.
- Lakomec, Artur, Praha 2008, přeložil Vladimír Mikeš.

## Některé české divadelní inscenace

### Soupis
- 1885, 1898 Lakomec, Národní divadlo, v titulní roli: Jindřich Mošna
- 1902 Lakomec, Pištěkovo lidové divadlo na Královských Vinohradech, v titulní roli: Jindřich Mošna
- 1911 Lakomec, Národní divadlo, v titulní roli: Jaroslav Hurt
- 1912 Lakomec, Intimní divadlo Smíchov, v titulní roli: Josef Vošahlík
- 1922 Lakomec, Městské divadlo na Královských Vinohradech, překlad: Jaroslav Vrchlický, režie: Jaroslav Kvapil, v titulní roli: Bohuš Zakopal
- 1928 Lakomec, Akropolis, v titulní roli: Prokop Laichter
- 1931 Lakomec, Stavovské divadlo, v titulní roli: Jaroslav Průcha / František Roland
- 1934 Lakomec, D34
- 1946 Lakomec, Městská divadla pražská (Městské divadlo na Vinohradech), překlad: Svatopluk Kadlec, režie: Bohuš Stejskal, v titulní roli: Vladimír Řepa
- 1950 Lakomec, Národní divadlo, v titulní roli: František Filipovský / Stanislav Neumann / Ladislav Pešek[4]
- 1971 Lakomec, Divadlo na Vinohradech, překlad: Erik Adolf Saudek, režie: Jaroslav Dudek, v titulní roli: Miloš Kopecký, televizní záznam 1972[5]
- 2004 Lakomec, Stavovské divadlo, v titulní roli: Boris Rösner / Emil Horváth[6]
- 2019 Lakomec, Městské divadlo Brno, v titulní roli: Bolek Polívka[7]
- 2019 Lakomec, Divadlo Kalich, v titulní roli: Pavel Zedníček[8]
- 2023 Lakomec, Divadlo na Vinohradech, překlad: Vladimír Mikeš, režie: Pavel Khek, v titulní roli: Aleš Procházka

### Galerie z inscenace Divadla na Vinohradech (foto Petr Chodura)

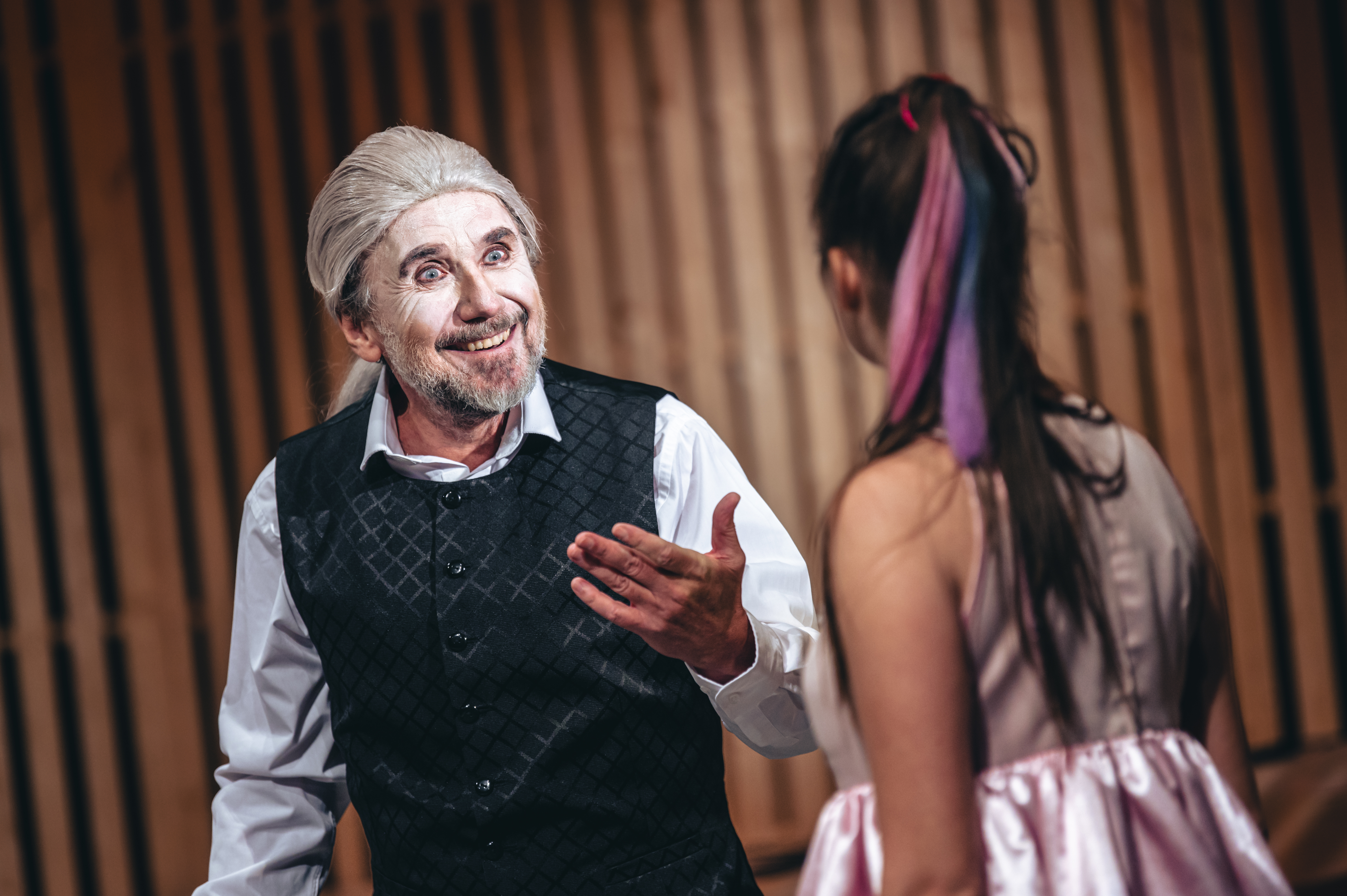
Aleš Procházka jako Harpagon
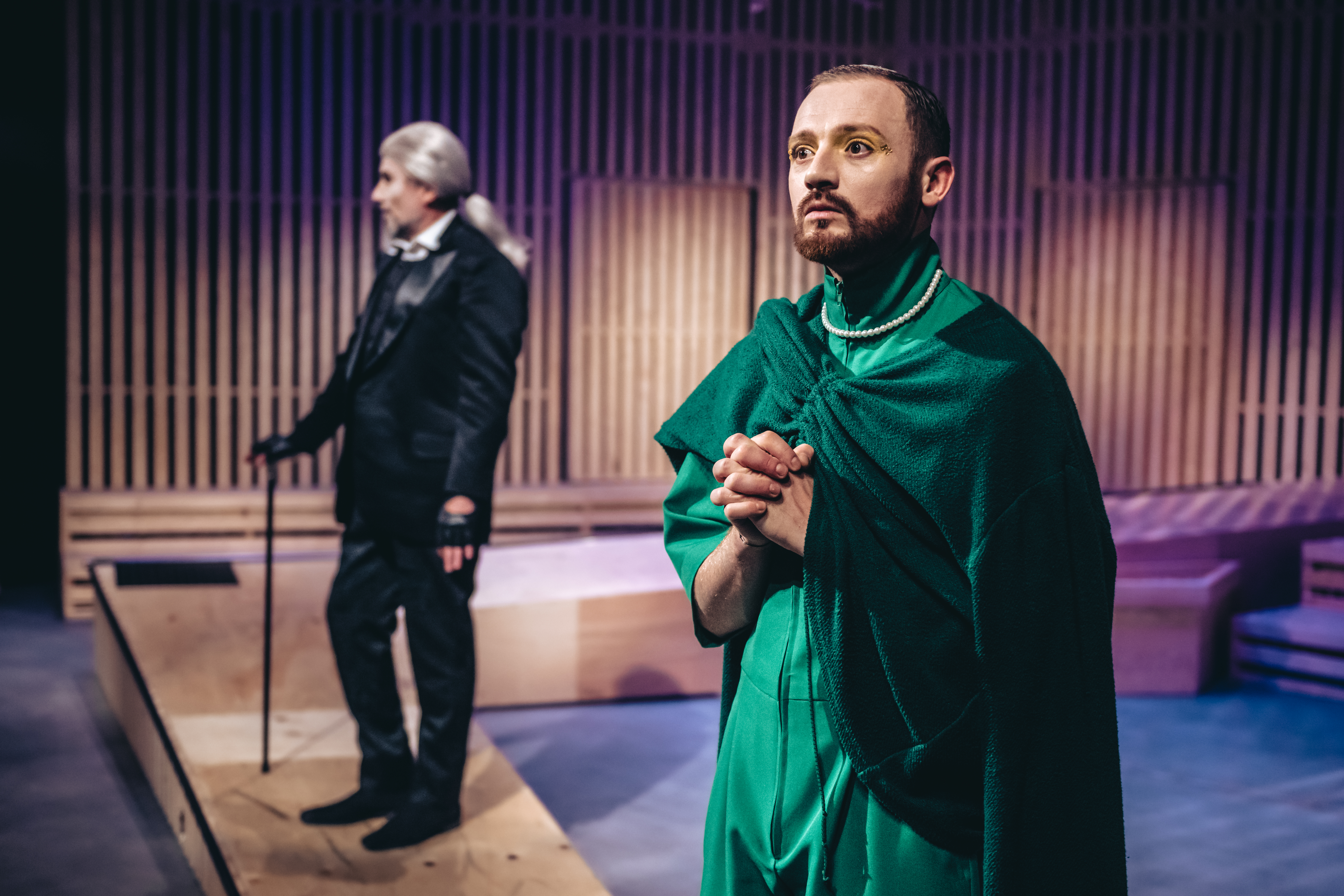
Aleš Petráš jako Kleant
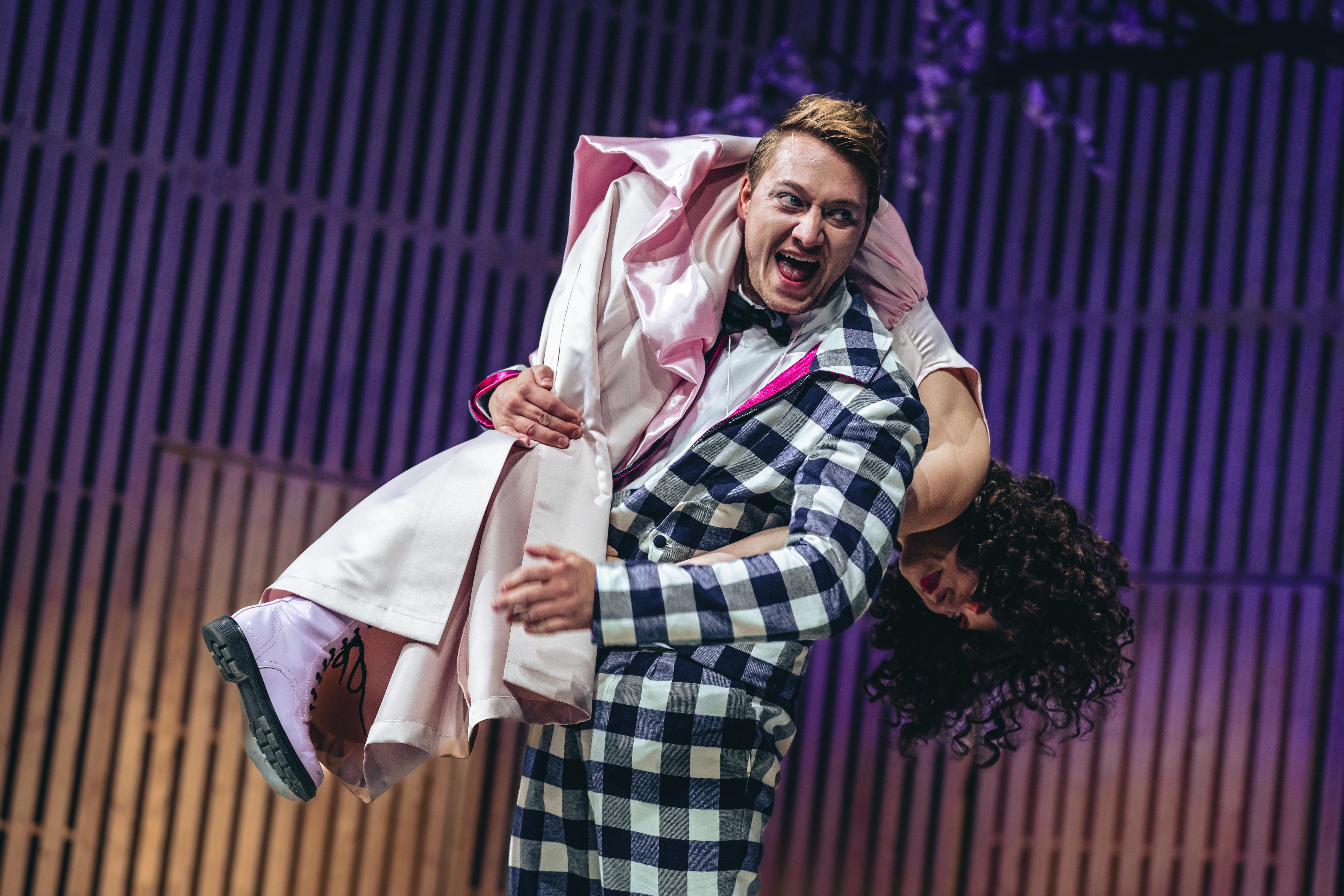
Ondřej Kraus jako Valér
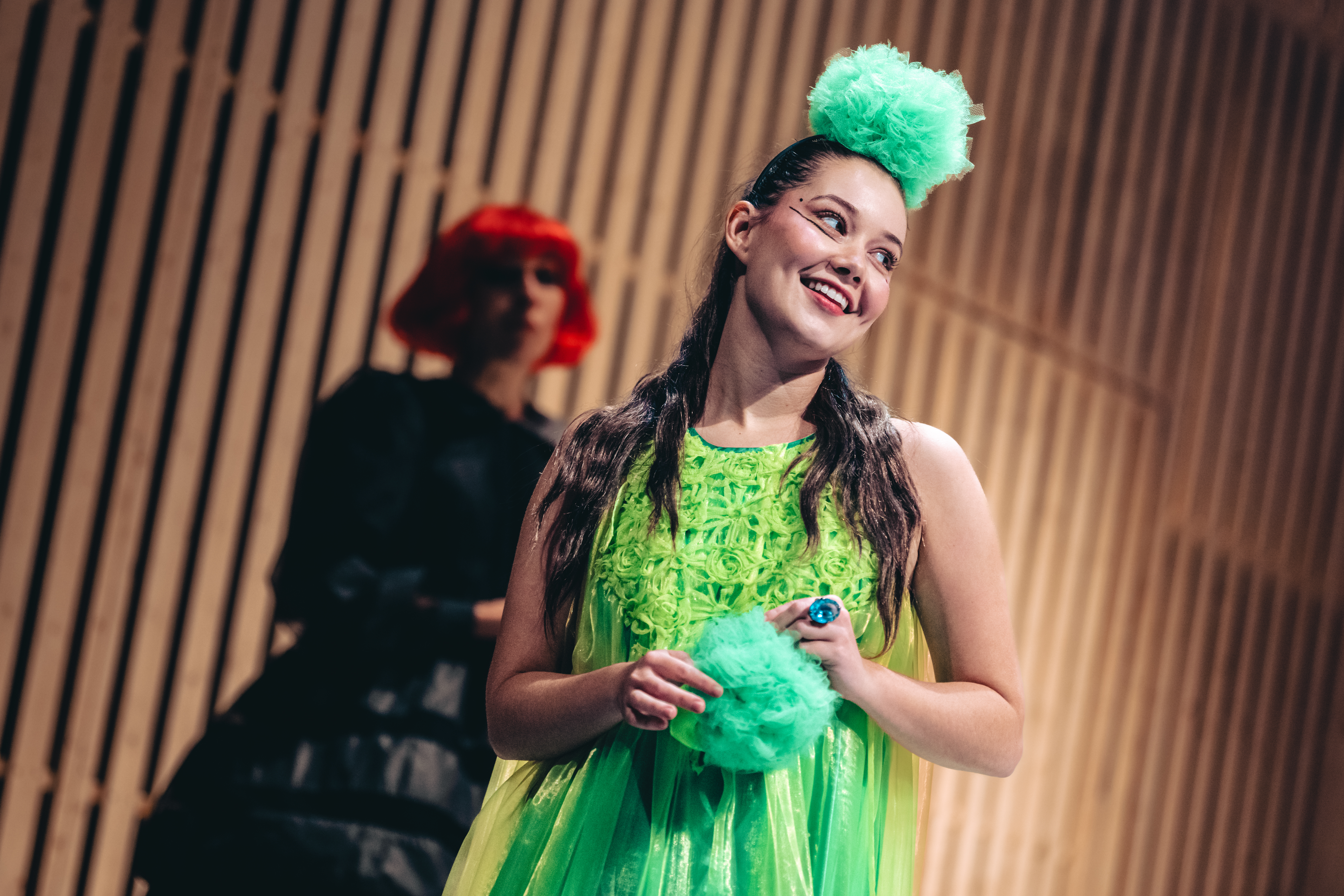
Sabina Rojková jako Mariana
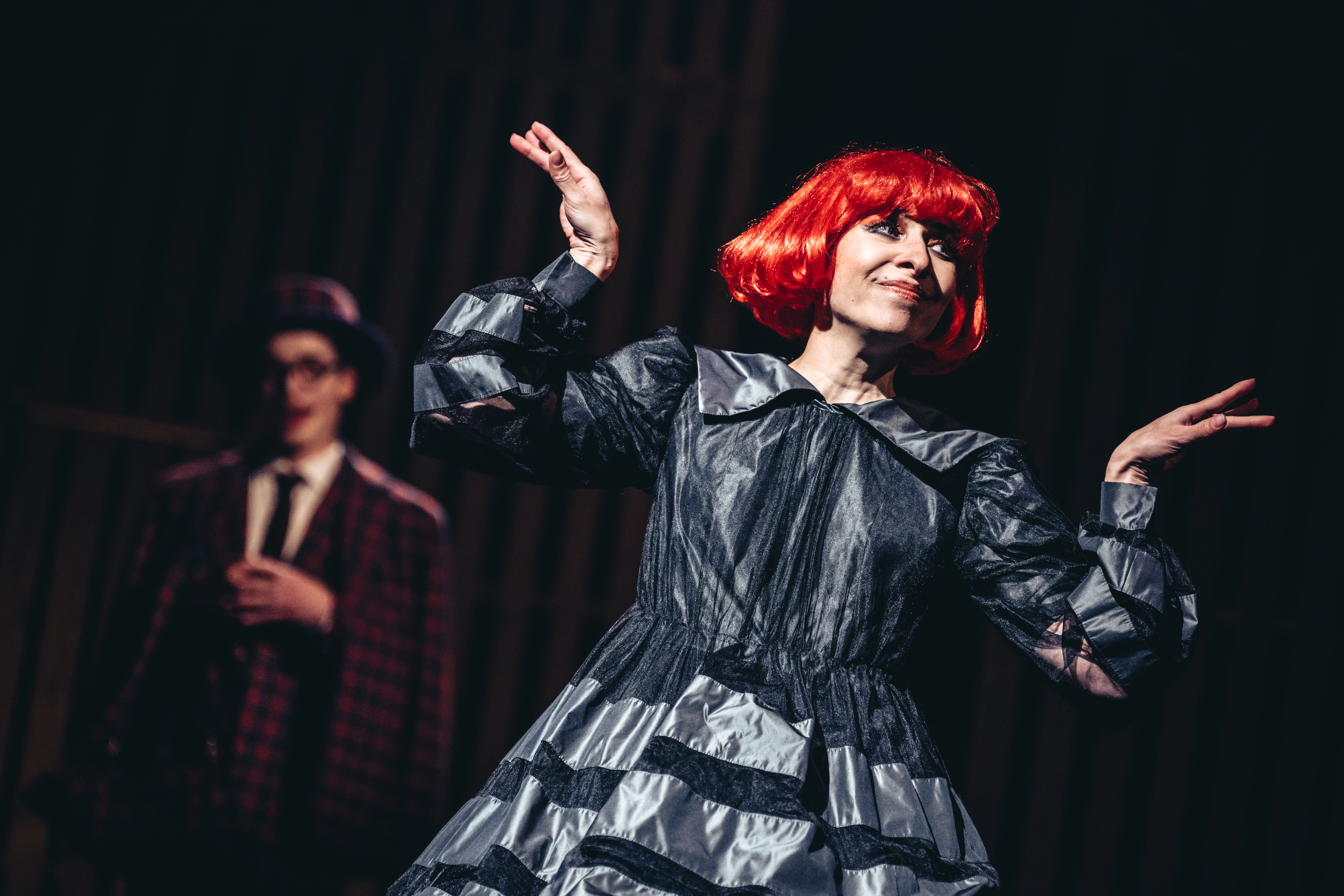
Tereza Bebarová jako Frosina

## Filmové adaptace
- 1978 Lakomec. Česká televizní divadelní hra. Režie: Antonín Dvořák, hrají: František Filipovský, Josef Bek, Libuše Geprtová, Viktor Preiss, Martin Růžek, Jiří Lábus, Marcel Vašinka, Naďa Konvalinková.[9]
- 1980 Lakomec (L' Avare). Francouzská komedie. Režie: Jean Girault a Louis de Funès, hrají: Louis de Funès, Claude Gensac, Michel Galabru.[10]

- 1990 Lakomec (L' Avaro). Italsko-francouzsko-španělská komedie. Režie: Tonino Cervi, hrají: Alberto Sordi, Laura Antonelli, Christopher Lee.[11]
- 2003 Lakomec. Česká televizní inscenace. Režie: Zdeněk Zelenka, hrají: Viktor Preiss, Jan Dolanský, Jiřina Bohdalová, Rudolf Hrušínský ml., Miroslav Vladyka.[12]

## Rozhlasové adaptace
- 1973 Československý rozhlas, překlad: E. A. Saudek, pro rozhlas upravil: Dalibor Chalupa, osoby a obsazení: Harpagon (Stanislav Neumann), Kleant, jeho syn (Vladimír Brabec), Eliška, jeho dcera (Jana Drbohlavová), Valér (Josef Zíma), Mariana, jeho sestra (Eva Klepáčová), Anselm, jejich otec (Felix le Breux), Frosina, dohazovačka (Stella Zázvorková), kmotr Jakub, kočí a kuchař Harpagona (Josef Beyvl), kmotr Šimon, zprostředkovatel (Miloš Zavřel), Čipera, Kleantův sluha (Jaroslav Kepka), Propilvoves (Oldřich Dědek), Treska (Jiří Koutný), policejní komisař (Eduard Dubský) a hlášení a odhlášení (Hana Brothánková), dramaturgie: Jaroslava Strejčková, hudba: Vladimír Truc, režie: Jiří Roll.[13]

- 2022 Český rozhlas, překlad: Vladimír Mikeš, rozhlasová úprava a dramaturgie: Renata Venclová, osoby a obsazení: Harpagon (Ivan Trojan), Kleant (Filip Kaňkovský), Valér (Ondřej Brousek), Eliška (Anežka Šťastná), Mariana (Klára Suchá), Anselm (Jaromír Meduna), Frosina (Dana Černá), Jakub (Václav Vydra), Šimon (Jiří Knot), Štika (Petr Lněnička), Komisař (Lubor Šplíchal), Treska (Jiří Maryško) a Bumbal (Petr Šplíchal), hudba: Matěj Kroupa, režie: Lukáš Hlavica, premiéra: 15. 1. 2022.[14]